# شمال غربی روسیه

ناحیه فدرالی شمال غربی

شمال غربی روسیه (انگلیسی: Northwest Russia) بخش شمالی غرب روسیه است. این بخش به نروژ، فنلاند، اقیانوس منجمد شمالی، رشته کوه‌های اورال و بخش شرقی رود ولگا محدود می‌شود. این منطقه تقریباً با ناحیه فدرال شمال غربی، که به عنوان بخشی از آن اداره می‌شود، همسایه است. از نظر تاریخی، این منطقه از جمهوری‌های تجاری جمهوری نووگورود و پسکوف بود.